# Бизнес.Техноград (ВДНХ)
Бизнес. Техноград — выставочный комплекс на ВДНХ, 38-й павильон выставки. Построен в 1985 году. Расположен в северной части выставки, у берега Четвёртого Каменского пруда. В советское время — павильон «Рыболовство».

## История
При создании ВСХВ в 1930-е годы на месте существующего комплекса были построены павильоны «Прудовое хозяйство» и «Рыбное хозяйство». Первый павильон не выделялся архитектурой, а второй — авторства Исидора Француза — был интересен диагональным расположением боковых объёмов относительно центральной части, выделенной тремя арочными углублениями. Перед входом располагалась скульптурная композиция в виде рыбы.
В ходе послевоенной реконструкции выставки они были перестроены в стиле сталинского ампира, павильон стал похож на Северный речной вокзал Алексея Рухлядева и Владимира Кринского. Центральный объём был надстроен, здание стало ярусным. Попутно стены павильона украсили элементами и барельефами на морскую тематику. Входную часть украшали шесть медальонов на тему ловли рыбы.
Вводный зал занимала электрифицированная рельефная карта, отображающая основные рыбопромышленные центры СССР. На одной из картин в зале художник Е. Львов изобразил богатый вылов рыбы закидным неводом, на другом панно Георгий Нисский и И. Кац изобразили Мурманский рыбный порт. В основном зале на стене висела картина Нисского «Типовая МРС» и располагалась скульптура «Рыбак и рыбачка» П. Климушина. Часть экспозиции была представлена в двух залах «Прудового хозяйства». Перед павильонами была сооружена линия рыбопитомников для разведения и показа различных видов рыб.
В 1985 году деревянные в своей основе павильоны были снесены, на их месте появился новый выставочно-аквариальный комплекс, построенный в стиле советского модернизма по проекту архитекторов Юрия Галустяна и Ю. Ивлева. Павильон трёхэтажный, в плане представляет собой усечённый квадрат, расположен на берегу Четвёртого Каменского пруда. Оформление сходно с оформлением советских речных вокзалов, строившихся в те годы. Частично фасад остеклён, частично покрыт щитами из гофрированного алюминия, второй этаж имеет открытую террасу.
В павильоне размещалась экспозиция, посвящённая рыболовству в Советском Союзе и демонстрировавшая предметы, используемые в рыбном хозяйстве — одежду рыбаков, рыболовные суда и снасти, а также технику, используемую в рыбной промышленности. Также в павильоне были установлены аквариумы, где разводились рыбы, привезённые из различных частей страны. В постсоветские годы экспозиция была утрачена. Рядом с «Рыболовством» сохранилась ажурная металлическая конструкция в виде рыболовной снасти. Также в павильоне действовал ресторан «Пять морей». С 2000 по 2001 год в павильоне проходили съёмки телевизионной игры «О, Счастливчик!». Позже павильон был закрыт на реконструкцию.
В 2020-х годах павильон был реконструирован и превращён в комплекс «Бизнес. Техноград».